# رافائيل أندرادي
رافائيل أندرادي (7 سبتمبر 1982 في البرازيل - ) هو لاعب كرة قدم برازيلي في مركز الدفاع.

## وصلات خارجية
- رافائيل أندرادي على موقع قاعدة بيانات كرة القدم.إي يو (الإنجليزية)
- رافائيل أندرادي على موقع Soccerway.com (الإنجليزية)